# 秦国刚
秦国刚（1934年3月19日—），中国半导体材料物理专家。生于南京，原籍江苏昆山。1961年北京大学物理系研究生毕业。北京大学物理学院教授。2001年当选为中国科学院院士。